# Wiktor III August von Ratibor
Książę Wiktor III August Maria von Ratibor (właśc. Viktor III. August Maria, 3. Herzog von Ratibor und 3. Fürst von Corvey, Prinz zu Hohenlohe-Schillingfürst-Breunner-Enkervoith, auf Grafenegg-Neuaigen, Asparn, Niederösterreich, auf Kieferstädtel und Zembowitz, Oberschlesien; ur. 2 lutego 1879 w Rudach, zm. 11 listopada 1945 w Corvey) – został po śmierci ojca księcia Wiktora II Amadeusza von Ratibor 9 sierpnia 1923 r. III księciem raciborskim. 

## Życiorys
Książę Wiktor August po odbyciu studiów prawniczych zdecydował się na karierę urzędniczą i złożył nawet egzaminy na pruskiego referendarza rządowego. Odbyta służba wojskowa przyniosła mu stopień rotmistrza. 19 listopada 1910 r. Wiktor August ożenił się w Monachium z księżniczką Elżbietą (ur. 31 października 1886 w Oettingen), córką księcia Franciszka Albrechta zu Oettingen-Oettingen und Oettingen-Spielberg (1847–1916) i Zofii księżnej von Metternich-Winneburg (1857–1941).
Zmiany polityczne, jakie zaszły po I wojnie światowej, upadek wszystkich monarchii niemieckich, miały pewien wpływ na sytuację niemieckiej magnaterii. Została przede wszystkim pozbawiona wsparcia domu cesarskiego i wpływów na rządzenie krajem. Książę Wiktor III August nie zajmował się w ogóle polityką i nie zasiadał w żadnych organach parlamentarnych czy przedstawicielskich, nawet tych o zasięgu lokalnym. Plebiscyt na Górnym Śląsku i przyłączenie znacznych terenów do Rzeczypospolitej nie miał także wpływu na stan posiadania ks. raciborskich. Jeszcze w 1930 r. ordynacja raciborska posiadała na terenie pow. rybnickiego łącznie 2324 ha. Jedynie siedziba rodowa w Rudach znalazła się w granicach pow. raciborskiego.
Z małżeństwa księcia Wiktora III i ks. Elżbiety wywodziło się pięcioro dzieci, wszyscy urodzeni w Rudach. Jako trzeci urodził się 12 lutego 1916 r. Wiktor IV Albrecht von Ratibor – książę następca (Erbprinz). Jako dowódca plutonu czołgów zginął 18 września 1939 r. w Puszczy Kampinoskiej. Ostatnim, piątym dzieckiem ks. Wiktora III i ks. Elżbiety, był Franciszek I Albrecht von Ratibor (imiona dziadka po kądzieli) Maksymilian, ur. 23 października 1920 r. Ponieważ nie miał on szans na odziedziczenie czegokolwiek z majątków górnośląskich i westfalskich, na mocy układu adopcyjnego, zawartego 6 lipca 1926 r. w Budapeszcie, a potwierdzonego 13 stycznia 1927 r. w Raciborzu, został on adoptowany przez swoją ciotkę – ks. Klementynę von Metternich-Sándor (1870–1963), bezdzietną właścicielkę olbrzymich majętności na Węgrzech i w Austrii, w tym słynnych austriackich winnic "Metternich".
W 1945 r. rodzina książęca opuściła Rudy i udała się do swojej siedziby westfalskiej w Corvey. Tam ks. Wiktor III August zmarł 11 listopada 1945 r. Jego żona Elżbieta zmarła 2 maja 1976 roku w swojej rodowej siedzibie w Oettingen.